# Elezioni parlamentari a Malta del 2008
Le elezioni parlamentari a Malta del 2008 si tennero l'8 marzo e videro la vittoria del Partito Nazionalista.

## Risultati
| Liste                     | Voti    | %     | Seggi |
| ------------------------- | ------- | ----- | ----- |
| Partito Nazionalista      | 143 468 | 48,76 | 35    |
| Partito Laburista         | 141 888 | 48,23 | 34    |
| Alternativa Democratica   | 3 810   | 1,29  | –     |
| Azione Nazionale          | 1 461   | 0,50  | –     |
| Imperium Europa           | 84      | 0,03  | –     |
| Partito Gozitano          | 37      | 0,01  | –     |
| Alfa Liberali Democratici | 21      | 0,01  | –     |
| Forza Malta               | 8       | 0,00  | –     |
| Totale                    | 294 214 | 100   | 69    |